# Kasuka FC
El Kasuka FC es un equipo de fútbol de Brunéi Darussalam que juega en la Brunei Super League, la primera división del país.

## Historia
Fue fundado en el año 1993 en la capital Bandar Seri Begawan y fue uno de los equipos fundadores de la Brunei Premier League en 2002, liga en la que permanecío hasta abandonarla en la temporada 2007/08.
El club logra por primera vez participar en un torneo internacional luego de obtener la licencia de la AFC en la Copa AFC 2021, pero los partidos en la zona de ASEAN fueron cancelados por la Pandemia de Covid-19.